# San Giorgio e il drago (Raffaello Washington)

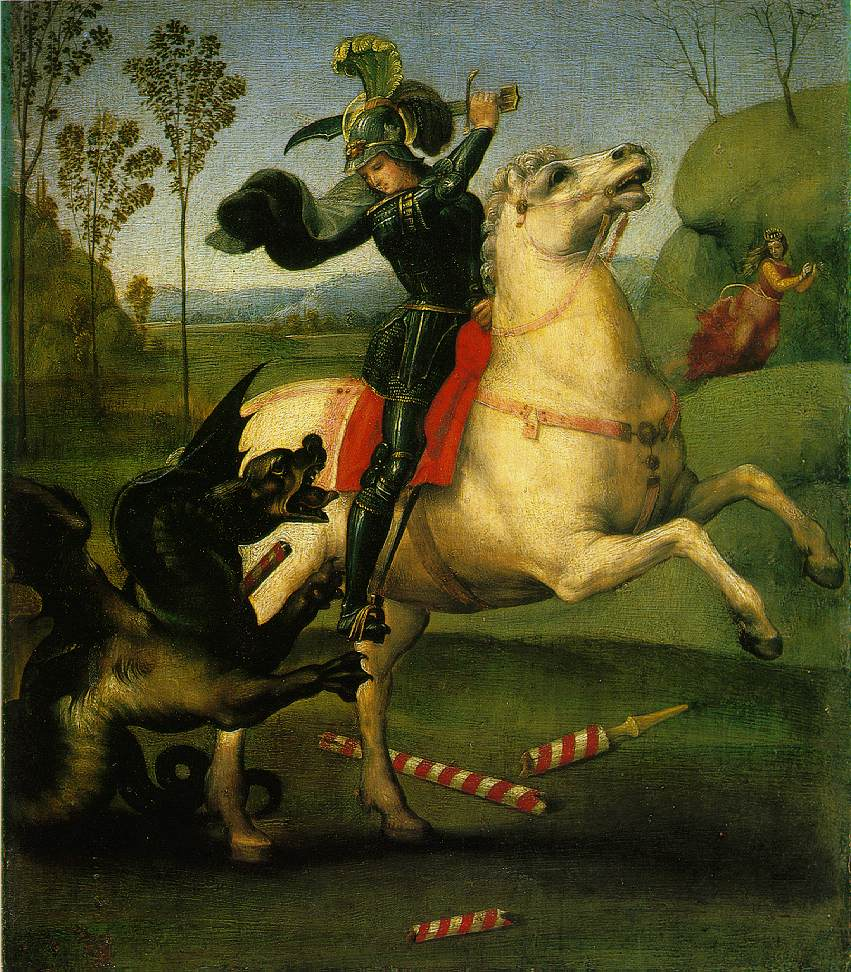
San Giorgio e il drago di Parigi

San Giorgio e il drago è un dipinto a olio su tavola (28,5x21,5 cm) di Raffaello Sanzio, databile al 1505 circa e conservato nella National Gallery of Art a Washington. L'opera è firmata sulla bardatura del cavallo (RAPHELLO / .V[rbinas].).

## Storia
L'opera è tradizionalmente associata al dipinto che Guidobaldo da Montefeltro inviò ad Enrico VII d'Inghilterra come ringraziamento per il conferimento dell'Ordine della giarrettiera: la giarrettiera è infatti evidente al polpaccio del cavaliere, con l'iscrizione "Honi" che è la prima parola del motto dell'ordine ("Honi soit qui mal y pense", "Sia vituperato chi ne pensa male"). La tavoletta, che doveva essere già completa nel 1505, venne portata da Baldassarre Castiglione, che dovette posticipare la sua partenza al luglio del 1506 per una malattia. Studi recenti hanno evidenziato come l'opera fosse destinata all'emissario del re, Gilbert Talbot, e non direttamente al sovrano.
Le successive notizie sul dipinto sono contrastanti. Appare citato in un inventario del 1542, ma la descrizione non combacia, e di nuovo in uno del 1547 si parla del santo "con la lancia spezzata e la spada in mano", descrizione che si adatta piuttosto alla tavoletta di analogo soggetto al Louvre, che forse fu una replica richiesta all'artista da Guidobaldo per tenerla con sé ad Urbino.
L'ipotesi, avanzata dalla Cartwright (1895) e ripresa da MacCurdy (1917), è però legata a un dipinto perduto, che scomparve dalla Chair House (lo studio del re a Westminster) prima del novembre 1550. Il dipinto di Washington riapparve circa un secolo dopo nelle collezioni del duca di Pembroke (1627), che lo cedette, entro il 1639, a Carlo I d'Inghilterra, nelle cui collezioni l'opera godeva di una posizione privilegiata. Dopo la decapitazione di Carlo I il dipinto fu preso all'asta da Edward Bass e da lui forse venduto a Charles d'Escoubleau, marchese di Sourdis, varcando quindi la Manica.
Finì poi a Laurent Le Tessier de Montarsy, che nel 1729 lo cedette a Pierre Crozat, un uomo ricchissimo di umili origini, che aveva una magnifica galleria d'arte privata. Dell'opera di Raffaello si dice che ne apprezzasse le qualità pittoriche, ma anche l'aura aristocratica che solo un dipinto proveniente da collezioni reali poteva donargli. Quando nel 1772 Caterina II di Russia volle mostrare la sua grandiosità con una collezione degna delle sue ambizioni, acquistò per intero la collezione Crozat dagli eredi di Pierre. Fece da intermediario Denis Diderot: tale collezione andò a costituire il nucleo originario dell'Ermitage.
L'opera restò a San Pietroburgo, sopravvivendo agli incendi e alla rivoluzione russa, finché nel 1930-1931 non fu selezionata da Stalin, assieme ad altri importanti capolavori, per essere messa in vendita in gran segreto, battendo cassa "per acquistare trattori". L'acquirente fu il magnate americano Andrew Mellon, che sborsò in tutto sei milioni e cinquecentomila dollari per quello che è stato definito il più grande cambio di proprietà nella storia del collezionismo artistico dai tempi di Napoleone I.
La collezione Mellon fu poi il nucleo centrale della nuova galleria americana, aperta nel 1937.

## Descrizione e stile
In un dolce paesaggio dal sapore tipicamente umbro, fatto di colline e alberelli fronzuti, san Giorgio a cavallo sta infilzando il drago con la lancia. La lotta è composta sapientemente su linee ortogonali, che evidenziano lo scontro: la lancia e la gamba del santo sono infatti perpendicolari al corpo del drago, che rimanda ritmicamente al balzo del cavallo, facilitando la lettura dell'opera e la percezione della scansione dei piani in profondità.
Defilata, a destra, si trova la principessa, compostamente in preghiera con lo sguardo fisso all'eroe, memore delle estasiate sante del Perugino. Il santo indossa una lucente armatura e un elmo crestato, mentre il mantello è gonfiato dal vento, esaltando il dinamismo.
Alcuni dettagli rimandano all'esempio di Leonardo, come lo studio analitico delle pianticelle in primo piano, o l'anatomia in movimento del cavallo. Se la tavoletta di Parigi raffigura una lotta drammatica, in questa la costruzione esalta piuttosto il trionfo dell'eroe, richiamando il bassorilievo di Donatello a Orsanmichele (1416-1417 circa), con gesti simili dei personaggi anche se composti diversamente nello spazio.

## Galleria d'immagini

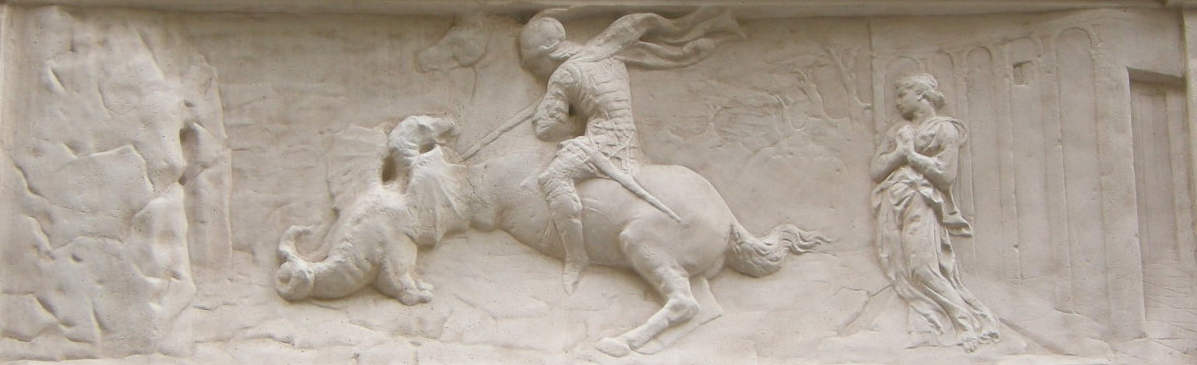
San Giorgio libera la principessa (Donatello)
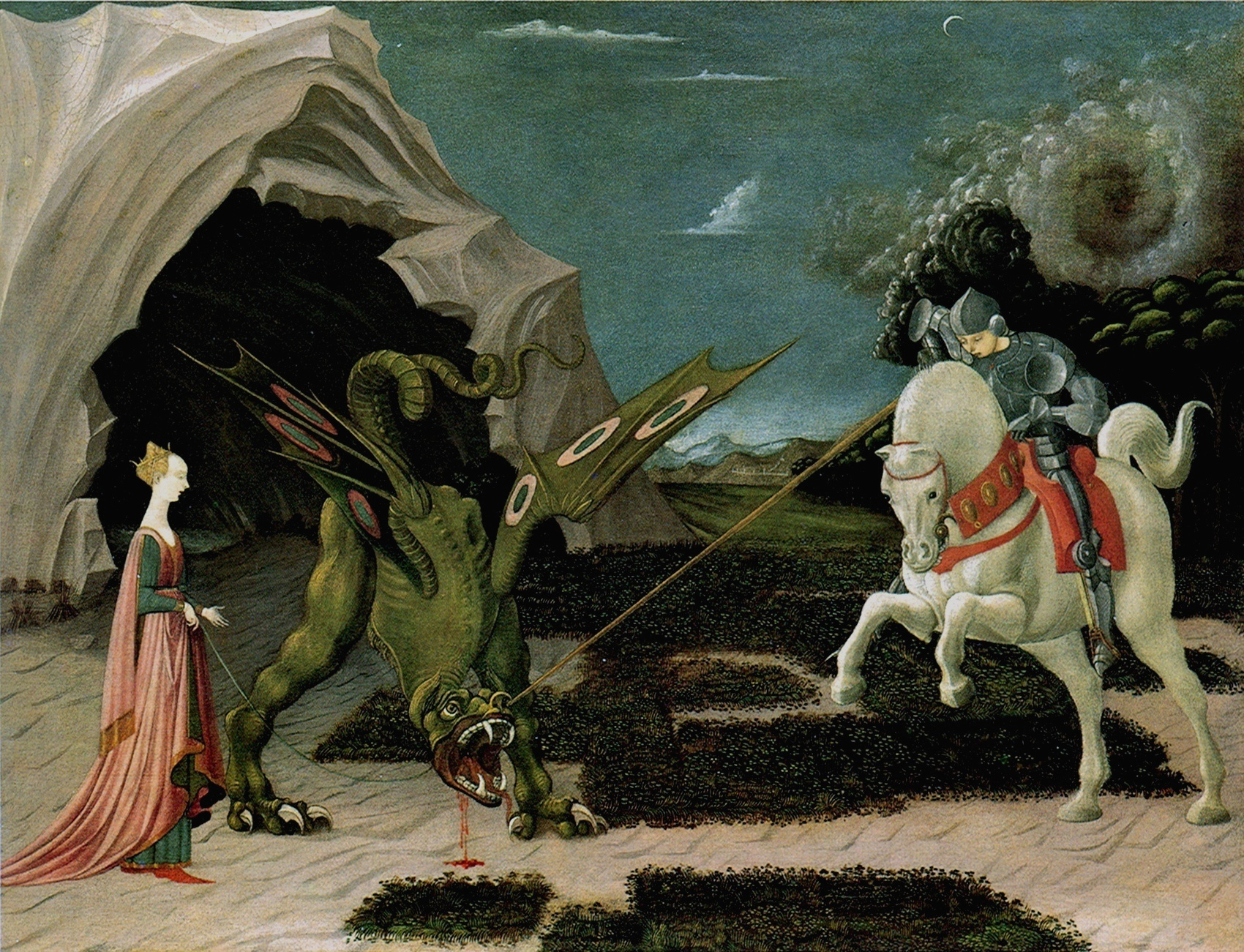
San Giorgio e il drago (Paolo Uccello)
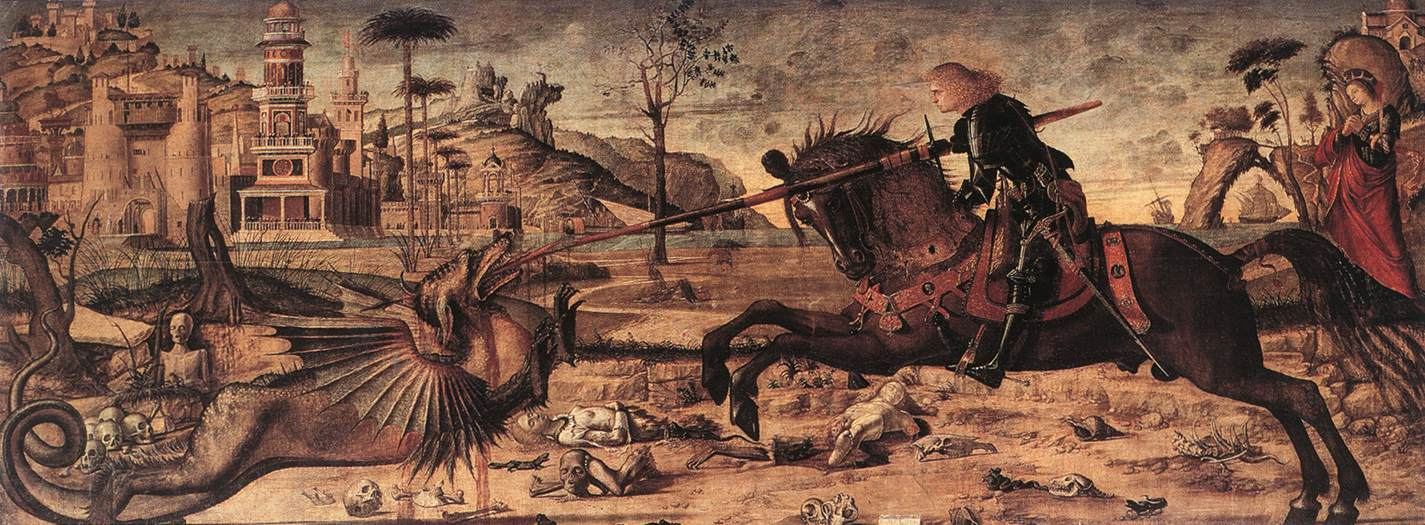
San Giorgio e il drago (Carpaccio)